# روستای چوب‌تراش
چوب تراش (خرم‌آباد) روستایی از توابع بخش مرکزی شهرستان خرم‌آباد در استان لرستان ایران است. این روستا یک مکان تاریخی می‌باشد بطوریکه برابر اسناد و مدارک در زمان اشکانیان در این مکان یک شهر تاریخی به‌نام سیماشکی بوده‌ است وهمیشه محل سکونت اقوام مختلف بوده،ولی به دلایلی نامعلوم حدود یک صد سال کسی در آن سکونت نداشته ولی در سال۱۳۱۳ تعدادی از طایفه بزرگ بازگیر از تیره بهاره (لالی) بانام حاج علی، عجم فرزندان مرحوم ایمانعلی ومرحوم حیرالی و فرزندان ایشان با نام نورعلی رفیع دار بلوط غارتی و تعدادی از تیره حصربک با نام علی اکبر، علی حسن و جواد در این روستا سکنی گزیده‌اند و می توان بنیانگذاران عصر حاضر را نامبردگان بالا ذکر نمود که پس از چند سال به دعوت ایشان سایر ساکنین در این روستا سکنی گزیده اند منبع درآمد آنها کشاورزی و دامداری می‌باشد ولی با توجه به مهاجرت تعداد بسیار زیادی از فرزندان این روستا به علت تحصیلات و اشتغال می‌توان از این روستا بعنوان یکی از بااستعدادترین روستاهای استان لرستان و حتی کشور ایران نام برد و درمشاغل مهم وکلیدی مشغول انجام وظیفه می‌باشند دین مردم این روستا اسلام ومذهب شیعه می باشد و یکی از مهم‌ترین مراسمات این روستا که سابقه بسیار قدیمی دارد برگزاری مراسم عاشور است که در روز دهم راس ساعت ۱۲ با اجرای گذاشتن علم اباعبدالله الحسین (ع) در وسط هیئت برروی زمین به عنوان شهادت این بزرگوار خاتمه می‌یابد مردم این روستا همه فامیل ووابسته به هم هستند و در همه مراسمات در کنار هم شرکت می‌کنند.

## جمعیت
این روستا در دهستان کرگاه شرقی قرار دارد و براساس سرشماری مرکز آمار ایران در سال ۱۳۸۵، جمعیت آن ۱۰۰۰ نفر (۲۰۰خانوار) بوده‌است.